# محطة ساكستون للطاقة النووية
محطة ساكستون للطاقة النووية هي محطة للطاقة النووية تقع في مقاطعة بيدفورد، بالقرب من ساكستون، بولاية بنسلفانيا بالولايات المتحدة.

## التشغيل
بدأت المحطة التشغيل في نوفمبر عام 1961، وكان ناتجها الإجمالي للطاقة 23.5 ميجاوات.

## الغرض
كان الغرض من المحطة في المقام الأول للبحوث في مجال تقنية المفاعلات النووية وتدريب الأفراد. حيث كانت المجالات الرئيسية للبحوث في المحطة هي التحكم الكيميائي للتفاعلات واستخدام وقود الأكسيد المختلط.

## الإغلاق
تم إغلاق تغشيل المحطة في مايو عام 1972. وفي نوفمبر عام 2005، أصدرت لجنة التنظيم النووي بأن المحطة غير مقيدة من ضمن اللائحة.